# シシヨツカ古墳
シシヨツカ古墳（ししよつかこふん）は、大阪府南河内郡河南町加納地内に所在する古墳時代終末期に属する方墳である。農地整備に伴う事前調査により、存在が確認され、発掘調査された。周辺にあるツカマリ古墳、アカハゲ古墳などとともに終末期の古墳群（平石古墳群）を構成する。

## 調査の概要
南河内こごせ地区の農空間整備事業に伴い、当地区周辺には終末期古墳などが点在するため、2001年（平成11年）より大阪府教育委員会によって各所に試掘坑（1メートル×2メートルを111箇所）が設けられ試掘調査が行なわれた。斜面の棚田に設けられたNo.62試掘坑において、現地表下1.25メートルで天井石2石と版築状盛土層が確認され、古墳の存在することが明らかとなった。地籍に残る字名よりシシヨツカ古墳と命名され、翌2002年（平成12年）より本格調査が行なわれ、墳丘や石室、周濠など、周囲に広がる棚田の一部となって埋没していた古墳のほぼ全貌が明らかにされた。

### 墳丘規模と構造
墳丘第2段、第3段に版築状盛土を施す3段築成の横長の方墳である。高さは墳丘裾平坦面から残存墳頂までの比高差は4.7メートルを測る。規模は第1段部分が南北25.5メートル、東西34メートルである。貼石は攪乱された部分を除いて各段の斜面に認められた。また、この貼石は直接斜面に貼りつけるのではなく粘質土を埋込めのように塗りつけてから貼られている。墳丘の周りは周濠で囲んでおり、周濠の幅は北側で8.0メートル、南側で5.5メートル、西側で8.5メートル、東側は出水で損なわれているが9.5メートル程度と見られる。

### 石室構造
切石積横穴式石室で、横口式石槨を奥室とする形状である。奥室、前室、羨道からなり、全長は12メートルである。奥室は右側壁で長さ2.47メートル、左側壁で2.6メートル、幅は1.09メートル～1.12メートル、前室の長さは、右側壁で2.47メートル、左側壁で2.46メートル、幅は1.36メートルある。奥室、前室はすべて花崗岩切石を使用している。奥石は1石よりなり高さ1.32メートル～1.40メートル幅1.08メートル～1.14メートルである。天井石は奥室で1枚（長さ2.47メートル以上）、前室で1枚残存しているが本来は奥室1枚、前室では2枚の構造である。天井石の内法面はきわめて平滑に仕上られている。羨道の長さは約6メートル前後、幅1.5メートル～1.6メートルで、切石を使わず自然石を6～7段に積上げる構造であった。

### 出土遺物
石室内の遺物は徹底的に攪乱され、ほとんどは破片となって出土した
1. 装身具は銀製空玉　瓔珞鎖、金銅製小環、銀製環、銀製帯飾、金銅製指輪、金糸、ガラス玉（総計1067点）があった。
2. 武器類は鉄刀と刀子の破片と鉄鏃破片多数以外に刀装具として亀甲鳳凰文象嵌円頭大刀柄頭、同鞘尻金具、雲隆文象嵌鞘金具、勾玉巾頸があり、また亀甲繋鳳凰文銀象嵌鞘尻金具の一部と思われる破片もある。
3. 武具類は小札甲（挂甲）に使用されたと思われる大小の小札が出土しており、小札甲4領分に復元できる。
4. 馬具類は鞍金具、杏葉、雲珠、辻金具、鏡板がこれもほとんど破片となって出土している。
5. 棺材は漆塗籠棺破片が出土している。
6. 土器類は羨道部より須恵器甕、須恵器高坏が出土しており、年代的には6世紀後半から6世紀末と考えられ、石室、石槨などに切石を使用した終末期古墳の中では、この古墳を最古の部類にする可能性がある[1]。

## 造営氏族の推定
シシヨツカ古墳が造営された平石谷には、この古墳以外にも終末期古墳としてツカマリ古墳、アカハゲ古墳が存在しそれらも、最近の調査によっていずれも墳丘規模が数十メートルあるのが明らかにされているが、これらの古墳群の被葬者または造営した氏族に関する記録や伝承などはないようである。終末期の古墳としては大規模なものに属するこれらの古墳を３代にわたり造営した主体としては歴史に名の残る人物、氏族であった可能性が高い。その候補に蘇我氏一族も考えられるが、蘇我氏の河内における墳墓は3kmほど北にある磯長谷古墳群の中に用明天皇陵古墳、推古天皇陵古墳、聖徳太子墓などともに営まれたようであり、それよりも古墳時代から飛鳥時代にかけて軍事、外交で活躍し、当古墳のある南河内地方にも勢力範囲を持っていたと伝えられる大伴氏一族を想定する説もある。